# LVF – Sforza bis Ariberto
Die LVF – Sforza bis Ariberto waren  Dampflokomotiven der Lombardisch-venetianischen Ferdinands-Bahn (LVF).
Die Maschinen wurden 1844 von Stehelin geliefert.
Auffallend waren die sehr großen Treibräder.
Bei der LVF erhielten die hier besprochenen Maschinen die Namen SFORZA, ALCIATO, MUZZA und ARIBERTO.
Als die LVF 1852 verstaatlicht wurde, kamen sie mit denselben Namen zur Lombardisch-venetianischen Staatsbahn (LVStB).